# Metropolie Kós a Nisyros
Metropolie Kós a Nisyros je jedna z metropolií Konstantinopolského patriarchátu, nacházející se na území Řecka.

## Historie
Roku 325 došlo k vytvoření eparchie Kós a okolo roku 1300 došlo k povýšení na archieparchii.
Po roce 1314 v období okupace Maltézským řádem byla eparchie zrušena a obnovená roku 1523 při nadvládě Osmanské říše.
Dne 11. dubna 1838 byla archieparchie povýšena na metropolii.
Roku 2004 byl z metropolie Rhodos oddělen Nisyros a připojen ke kóské metropolii.